# فرناندا دو فريتاس
فرناندا دو فريتاس (بالبرتغالية: Fernanda de Freitas‏) هي عارضة وممثلة برازيلية، ولدت في 25 فبراير 1980 في البرازيل.

## وصلات خارجية
- فرناندا دو فريتاس على موقع IMDb (الإنجليزية)
- فرناندا دو فريتاس على موقع ألو سيني (الفرنسية)
- فرناندا دو فريتاس على موقع أول موفي (الإنجليزية)
- فرناندا دو فريتاس على موقع قاعدة بيانات الأفلام السويدية (السويدية)
- فرناندا دو فريتاس على موقع قاعدة بيانات الفيلم (الإنجليزية)
- فرناندا دو فريتاس على موقع كينوبويسك (الروسية)